# Караїн. Спогад
«Караїн. Спогад» (англ. Karain: A Memory) — оповідання британського письменника Джозефа Конрада. Вперше опубліковане 1897 року на сторінках журналу «Blackwood's Magazine», а згодом з'явилося у збірці «Оповісті неспокою».

## Сюжет
Оповідання названо на честь гордого малайського раджі, з яким подружився оповідач, англійський торговець зброєю. Караїн вирушив у подорож зі своїм другом Пата Матарою, щоб знайти сестру Матари, жінку, яка мала стати дружиною місцевого вождя, але втекла з голландським купцем. Щоб врятувати честь сім'ї, Матару мусив її вбити. Пошуки тривали роками, і протягом цього часу Караїн все більше закохувався в молоду жінку. Вони нарешті знайшли пару; план Матари полягав у тому, щоб убити свою сестру традиційною зброєю, а Караїн мав застрелити голландця з вогнепальної зброї. Однак в останній момент Караїн врятував життя молодої жінки, напавши на свого друга Матару та убивши його. Після цієї події, коли Караїн залишився сам, перед ним з'явилася постать Матари. Відтоді Караїн завжди намагався мати когось поруч. Караїн так і не повернувся на батьківщину; після героїчних подвигів у локальних війнах проти іспанців він став лідером невеликої громади на острові Мінданао, де оповідач і двоє його спільників, Джексон і Голліс, регулярно зустрічалися.
Смерть старого радника, який ніколи не залишав його самого, повернула жахливий образ Матари у свідомості Караїна. У світі Караїна не було лікарів, здатних зцілити душевні рани, тож Караїн попросив англійців взяти його в їхню країну невіри, де мертві не говорять. Він просив забрати його, або віддати йому частину своєї сили й невіри у формі амулета. Молодий Голліс подарував Караїну потужний амулет: шестипенсову монету з часів золотого ювілею королеви Вікторії.

## Історія створення
«Караїн» — третє оповідання, написане Конрадом у 1896 році, відразу після завершення роману «Негр з «Нарциса»». Вперше твір опубліковано у виданні Blackwood's Magazine за листопад 1897 року, за який Конраду заплатили 40 фунтів.. Згодом оповідання увійшло до збірки «Оповісті неспокою» 1898 року. 2019 року вийшло українське видання оповідання у перекладі Андрія Бондаря.
Згодом Конрад зізнався, що під час написання не помічав, що мотив оповідання «Караїн» перегукувався з мотивом оповідання «Лагуна». Обидва оповідання порушують тему подвійної зради, де захоплення жінкою ставить під сумнів дружбу двох чоловіків, один з яких гине від рук іншого.
Цікавим фактом є те, що тема подвійної зради, присутня в «Караїні», має певну схожість із польською баладою «Чати» Адама Міцкевича, яку Конрад знав напам'ять з дитинства.